# アナポリス 青春の誓い
『アナポリス 青春の誓い』（アナポリス せいしゅんのちかい）は、2006年のアメリカ映画。米国メリーランド州アナポリスの海軍兵学校を舞台とした青春映画。日本劇場未公開。

## キャスト
※括弧内は日本語吹き替え
- ジェイク・ヒュアード - ジェームズ・フランコ（落合弘治）
- コール中隊長 - タイリース・ギブソン（楠大典）
- アリ - ジョーダナ・ブリュースター（小林さやか）
- マクナリー - シャイ・マクブライド（伊藤健太郎）
- ビル・ヒュアード - ブライアン・グッドマン
- マーカス・ナンス（ツインズ） - ヴィセラス・ シャノン
- ルー - ロジャー・ファン
- エストラーダ - ウィルマー・カルデロン

## あらすじ
造船所で働くジェイクの元に、海軍兵学校からの補欠合格通知が届く。準備不足が懸念される中、彼は迷わず幼い頃からの憧れである士官学校へ入校する。指導にあたるのは海兵隊出身のコール中隊長、バートン少佐、そして上級生のアリはジェイクが入校前夜バーで売春婦と勘違いして声をかけた女性その人だった。ジェイクと同室となったのは、優等生のルー、エストラーダ、そして肥満気味のツインズだった。
精神的・肉体的に厳しい生活の中で、まずエストラーダが落伍する。ジェイクも迷いながら帰省するが、父：ビルや友人とのすれ違いを痛感し、士官学校へ戻る。ジェイクはツインズと励まし合い、勉学に、ボクシングに邁進し、いつしか仲間達からも一目置かれ、強い絆で結ばれていく。ジェイクは階級を上げ、ブリゲード大会（全校ボクシング大会）でコールを倒すことを目標にする。アリも特訓に協力し、互いに恋心を抱くようになる。
一方、ツインズは障害物走をゴールするも規定の数秒遅れだったために退学を言い渡される。故郷の期待を背負っていた彼は、ついに投身自殺を図る。校内が騒然とする中、ジェイクはコールに飛びかかる。処分決定は保留され、ジェイクは父や民間の友人たちも見守る中、ついにブリゲード大会決勝でコールと対戦する…